# Pati Patia

Stato dell'Orissa, comprendente l'ex stato di Mayurbhanj

Il Patia Patia o pati patia è una razza di cani indiana estremamente rara originaria dello stato del Mayurbhanj oggi stato federato dell'Orissa nel Distretto di Koraput. La razza è utilizzata dalle popolazioni delle tribù della regione come segugio.

## Caratteristiche
È un cane di taglia media con muso affilato e orecchie portate a "rosa". 
Il mantello del cane è marrone o nero, alcuni soggetti hanno una sella distinta più scura. 
Leggermente più piccolo di un Labrador Retriever, il Pati patia è alto circa 50 centimetri e pesa circa 25 chilogrammi. 
Nel 1983, alcuni di questi cani furono addestrati per il lavoro di polizia in Odisha come cani da guardia. 
Attualmente lo stato della razza sembra incerto secondo S. Theodore Baskaran che lo descrive nel suo libro del 2017.